# Frédéric Leroy
Frédéric Leroy (Blankenberge, 2 december 1974) publiceert sinds 2004 gedichten in een aantal literaire tijdschriften als Yang, De Brakke Hond, Poëziekrant, Gierik & Nieuw Vlaams Tijdschrift en Liter. 
Hij bracht zijn debuutbundel Gedichten in 2006. Het manuscript van zijn opvolgbundel Lucifer en het grote belang (van kleine rituelen) won de Prijs Letterkunde 2007 van de Provincie West-Vlaanderen. Sinds 2007 is hij redactielid van het literaire tijdschrift Digther.
Zijn liefdesgedichten worden omschreven als zuiders, sensueel en uitgesproken beeldend (bijvoorbeeld door Vrouwkje Tuinman, La vie en rose; Alain Delmotte, Poëzierapport en Willem Kurstjens, De Limburger). Piet Gerbrandy meende Leroy onder meer "technisch doorwrochte, aan de klassieken en Dante refererende poëzie, veelal met erotische strekking" schrijft, maar dat de "prettige lichtheid" van zijn gedichten "niet lang beklijft".